# 喬吉
喬 吉（きょう きつ、1345年没）は、元曲の作者。『金銭記』などの作品を残した。名は吉甫とも。字は孟符、または夢符。
鄭光祖と並んで元代後期を代表する元曲作家であり、元曲六大家のひとりとされることがある。

## 略歴
『録鬼簿』巻下によると、喬夢符は名を吉といい、号は笙鶴翁・惺惺道人といった。太原（今の山西省）の出身だったが、杭州の太乙宮前に住み、40年にわたって江南各地で作品を出版しようとしたが果たせなかった。至正5年（1345年）2月に没した。『太和正音譜』も「喬夢符」に作る。
陶宗儀『輟耕録』によると、喬孟符は名を吉といい、博学で元曲に秀でていた。曲の作り方について「鳳頭・猪肚・豹尾」、すなわちはじめは美しく、中程は雄大に、末尾は輝かしく作るべきであるとする理論を持っていた。

## 作品
『録鬼簿』には喬吉の雑劇11種の名を記しているが、現存するのは以下の3種のみであり、いずれも『元曲選』に収録する。
- 金銭記 - 唐の詩人である韓飛卿（韓翃）の恋愛を扱った劇。
- 揚州夢 - 唐の詩人である杜牧の恋愛を扱った劇。
- 両世姻縁 - 唐の韋皋の恋人である玉簫が死後別人に転生して韋皋と結ばれる劇。伝奇小説『玉簫伝』にもとづく。

幸田露伴はこれらの劇の内容を詳しく説明した上で、『揚州夢』は曲が美しいものの筋の変化が少なすぎる、しかし『金銭記』は筋に変化もあり韓飛卿の性格もうまく描出されていると評している。
散曲は小令209首と套数11が残っている。任中敏編の『夢符散曲』（1930年）がある。